# Nuoto ai XVIII Giochi del Commonwealth
Il nuoto ai Giochi del Commonwealth 2006 ha visto lo svolgimento di 42 gare, 21 maschili e 21 femminili, tra cui 4 gare (i 50 m e 100 m stile libero) dedicate ad atleti disabili.

## Medagliere
| #      | Nazione            | Oro | Argento | Bronzo | Totale |
| ------ | ------------------ | --- | ------- | ------ | ------ |
| 1      | Australia          | 19  | 18      | 17     | 54     |
| 2      | Inghilterra        | 8   | 11      | 4      | 23     |
| 3      | Scozia             | 6   | 3       | 3      | 12     |
| 4      | Sudafrica          | 5   | 2       | 5      | 12     |
| 5      | Canada             | 1   | 7       | 8      | 16     |
| 6      | Nuova Zelanda      | 1   | 1       | 4      | 6      |
| 7      | Galles             | 1   | 0       | 2      | 3      |
| 8      | Papua Nuova Guinea | 1   | 0       | 0      | 1      |
| Totale | Totale             | 42  | 42      | 43     | 127    |

## Podi

### Uomini
| Evento               | Oro | Prest.   | Argento                                                         | Prest.   | Bronzo                                                                         | Prest.   |
| Stile libero         | |          |                                                                 |          |                                                                                |          |
| 50 m                 | Roland Schoeman | 22"03    | Brent Hayden                                                    | 22"19    | Brett Hawke                                                                    | 22"31    |
| 50 m EAD             | Matthew John Cowdrey | 26"06    | Benoît Huot                                                     | 24"84    | Matthew Benedict Walker                                                        | 28"94    |
| 100 m                | Simon Burnett | 48"57    | Ryk Neethling                                                   | 49"20    | Roland Schoeman                                                                | 49"24    |
| 100 m EAD            | Matthew John Cowdrey | 56"73    | Benoît Huot                                                     | 53"22    | David Roberts                                                                  | 1'01"85  |
| 200 m                | Ross Davenport | 1'47"29  | Simon Burnett                                                   | 1'47"38  | Brent Hayden                                                                   | 1'47"41  |
| 400 m                | David Carry | 3'48"17  | Andrew Hurd                                                     | 3'49"08  | David Davies                                                                   | 3'49"44  |
| 1500 m               | David Davies | 14'57"63 | Andrew Hurd                                                     | 15'09"44 | Troyden Prinsloo                                                               | 15'11"88 |
| Dorso                | |          |                                                                 |          |                                                                                |          |
| 50 m                 | Matthew Clay | 25"04    | Liam Tancock                                                    | 25"10    | Johannes Zandberg                                                              | 25"16    |
| 100 m                | Liam Tancock | 54"53    | Matthew Welsh                                                   | 54"82    | Gregor Tait                                                                    | 54"89    |
| 200 m                | Gregor Tait | 1'58"65  | Johannes Du Rand                                                | 2'00"32  | Cameron Gibson                                                                 | 2'00"72  |
| Rana                 | |          |                                                                 |          |                                                                                |          |
| 50 m                 | Chris Cook | 28"01    | Darren Mew                                                      | 28"07    | Brenton Rickard                                                                | 28"14    |
| 100 m                | Chris Cook | 1'00"98  | James Gibson                                                    | 1'01"10  | Brenton Rickard                                                                | 1'01"17  |
| 200 m                | Mike Brown | 2'12"23  | Brenton Rickard                                                 | 2'12"24  | Jim Piper                                                                      | 2'12"26  |
| Farfalla             | |          |                                                                 |          |                                                                                |          |
| 50 m                 | Roland Schoeman | 23"34    | Matthew Welsh                                                   | 23"63    | Michael Klim                                                                   | 23"74    |
| 100 m                | Ryan Pini | 52"64    | Michael Klim                                                    | 52"70    | Moss Burmester                                                                 | 52"73    |
| 200 m                | Moss Burmester | 1'56"64  | Travis Nederpelt                                                | 1'57"26  | Joshua Krogh                                                                   | 1'59"18  |
| Misti                | |          |                                                                 |          |                                                                                |          |
| 200 m                | Gregor Tait | 2'00"73  | Dean Kent                                                       | 2'01"08  | Brian Johns                                                                    | 2'01"56  |
| 400 m                | David Carry | 4'15"98  | Euan Dale                                                       | 4'17"15  | Travis Nederpelt                                                               | 4'17"24  |
| Staffette            | |          |                                                                 |          |                                                                                |          |
| 4x100 m stile libero | Sudafrica Roland Schoeman Lyndon Ferns Gerhard Zandberg Ryk Neethling                                                             | 3'14"97  | Australia Michael Klim Eamon Sullivan Brett Hawke Ashley Callus | 3'15"54  | Canada Yannick Lupien Matthew Rose Colin Russell Brent Hayden                  | 3'15"75  |
| 4x200 m stile libero | Inghilterra Simon Burnett Alexander Scotcher Dean Milwain Ross Davenport                                                          | 7'14"14  | Scozia David Carry Euan Dale Andrew Hunter Robert Renwick       | 7'14"40  | Australia Nick Ffrost Kenrick Monk Andrew Mewing Joshua Krogh                  | 7'14"99  |
| 4x100 m misti        | Australia Matt Welsh Brenton Rickard Michael Klim Eamon Sullivan Andrew Lauterstein* Christian Sprenger* Adam Pine* Kenrick Monk* | 3'34"37  | Inghilterra Liam Tancock Chris Cook Matthew Bowe Ross Davenport | 3'36"40  | Scozia Gregor Tait Kristopher Gilchrist Todd Cooper Craig Houston Chris Jones* | 3'39"75  |

### Donne
| Evento               | Oro                                                                   | Prest.     | Argento                                                                   | Prest.  | Bronzo                                                                      | Prest.  |
| Stile libero         |                                                                       |            |                                                                           |         |                                                                             |         |
| 50 m                 | Lisbeth Lenton                                                        | 24"61      | Jodie Henry                                                               | 24"72   | Alice Mills                                                                 | 25"03   |
| 50 m EAD             | Natalie Du Toit                                                       | 29"27      | Anne Polinario                                                            | 28"63   | Annabelle Josephine Williams                                                | 30"25   |
| 100 m                | Lisbeth Lenton                                                        | 53"54      | Jodie Henry                                                               | 53"78   | Alice Mills                                                                 | 54"31   |
| 100 m EAD            | Natalie Du Toit                                                       | 1'01"81    | Valerie Grandmaison                                                       | 1'01"02 | Anne Polinario                                                              | 1'03"10 |
| 200 m                | Caitlin McClatchey                                                    | 1'57"25    | Lisbeth Lenton                                                            | 1'57"81 | Melanie Marshall                                                            | 1'58"11 |
| 400 m                | Caitlin McClatchey                                                    | 4'07"69    | Joanne Jackson                                                            | 4'08"36 | Bronte Barratt                                                              | 4'08"65 |
| 800 m                | Rebecca Cooke                                                         | 8'29"50    | Melissa Gorman                                                            | 8'30"79 | Brittany Reimer                                                             | 8'38"05 |
| Dorso                |                                                                       |            |                                                                           |         |                                                                             |         |
| 50 m                 | Sophie Edington                                                       | 28"42      | Giaan Rooney                                                              | 28"43   | Tayliah Zimmer                                                              | 28"71   |
| 100 m                | Sophie Edington                                                       | 1'00"93    | Giaan Rooney                                                              | 1'01"42 | Melanie Marshall                                                            | 1'01"55 |
| 200 m                | Joanna Fargus                                                         | 2'10"36    | Melanie Marshall                                                          | 2'10"87 | Hannah McLean                                                               | 2'12"47 |
| Rana                 |                                                                       |            |                                                                           |         |                                                                             |         |
| 50 m                 | Leisel Jones                                                          | 30"55      | Jade Edmistone                                                            | 30"84   | Tarnee White                                                                | 31"26   |
| 100 m                | Leisel Jones                                                          | 1'05"09 RM | Jade Edmistone                                                            | 1'07"24 | Kirsty Balfour                                                              | 1'07"83 |
| 200 m                | Leisel Jones                                                          | 2'20"72    | Kirsty Balfour                                                            | 2'24"04 | Suzaan van Biljon                                                           | 2'25"39 |
| Farfalla             |                                                                       |            |                                                                           |         |                                                                             |         |
| 50 m                 | Danni Miatke                                                          | 26"43      | Jessicah Schipper                                                         | 26"65   | Alice Mills Lize-Mari Retief                                                | 26"78   |
| 100 m                | Jessicah Schipper                                                     | 57"48      | Lisbeth Lenton                                                            | 57"80   | Audrey Lacroix                                                              | 58"89   |
| 200 m                | Jessicah Schipper                                                     | 2'06"09    | Felicity Galvez                                                           | 2'08"16 | Susan Smith                                                                 | 2'09"87 |
| Misti                |                                                                       |            |                                                                           |         |                                                                             |         |
| 200 m                | Stephanie Rice                                                        | 2'12"90    | Brooke Hanson                                                             | 2'13"62 | Lara Carroll                                                                | 2'13"86 |
| 400 m                | Stephanie Rice                                                        | 4'41"91    | Rebecca Cooke                                                             | 4'44"60 | Jennifer Reilly                                                             | 4'47"13 |
| Staffette            |                                                                       |            |                                                                           |         |                                                                             |         |
| 4x100 m stile libero | Australia Libby Lenton Jodie Henry Alice Mills Shayne Reese           | 3'36"49    | Inghilterra Melanie Marshall Rosalind Brett Amy Smith Francesca Halsall   | 3'42"69 | Canada Erica Morningstar Victoria Poon Geneviève Saumur Sophie Simard       | 3'42"84 |
| 4x200 m stile libero | Australia Libby Lenton Bronte Barratt Kelly Stubbins Linda Mackenzie  | 7'56"68    | Inghilterra Joanne Jackson Kate Richardson Julia Beckett Melanie Marshall | 8'01"23 | Nuova Zelanda Lauren Boyle Helen Norfolk Alison Fitch Melissa Ingram        | 8'02"20 |
| 4x100 m misti        | Australia Sophie Edington Leisel Jones Jessicah Schipper Libby Lenton | 3'56"30 RM | Inghilterra Melanie Marshall Kate Haywood Terri Dunning Francesca Halsall | 4'04"61 | Canada Kelly Stefanyshyn Lauren van Oosten Audrey Lacroix Erica Morningstar | 4'05"95 |